# Martin Lukov
Martin Lukov (Sofía, 5 de julio de 1993) es un futbolista búlgaro que juega en la demarcación de portero para el P. F. C. Levski Sofia de la Primera Liga de Bulgaria.

## Selección nacional
Hizo su debut como internacional con la selección de fútbol de Bulgaria el 11 de octubre de 2020. Lo hizo en un partido de la Liga de Naciones de la UEFA contra Finlandia que finalizó con un resultado de 2-0 a favor del combinado finlandés tras los goles de Robert Taylor y de Fredrik Jensen.

## Clubes
| Club                             | País           | Año       | Partidos | Goles |
| -------------------------------- | -------------- | --------- | -------- | ----- |
| F. C. Slivnishki Geroy Slivnitsa | Bulgaria       | 2012-2013 |          |       |
| F. C. Vitosha Bistritsa          | Bulgaria       | 2013-2014 | 10       | 0     |
| F. C. Pirin Razlog               | Bulgaria       | 2014      | 14       | 0     |
| F. C. Oborishte Panagyurishte    | Bulgaria       | 2015      | 3        | 0     |
| F. C. Dunav Ruse                 | Bulgaria       | 2015-2018 | 62       | 0     |
| P. F. C. Lokomotiv Plovdiv       | Bulgaria       | 2018-2021 | 89       | 0     |
| Al-Tai                           | Arabia Saudita | 2021-2022 | 19       | 0     |
| F. C. Arda Kardzhali             | Bulgaria       | 2022      | 10       | 0     |
| Karmiotissa Polemidion           | Chipre         | 2022-2023 | 1        | 0     |
| P. F. C. Lokomotiv Plovdiv       | Bulgaria       | 2024-2025 | 14       | 0     |
| P. F. C. Levski Sofia            | Bulgaria       | 2025-     |          |       |

## Palmarés

### Campeonatos nacionales
| Título                   | Club                       | País     | Año  |
| ------------------------ | -------------------------- | -------- | ---- |
| Segunda Liga de Bulgaria | F. C. Dunav Ruse           | Bulgaria | 2016 |
| Copa de Bulgaria         | P. F. C. Lokomotiv Plovdiv | Bulgaria | 2019 |
| Copa de Bulgaria         | P. F. C. Lokomotiv Plovdiv | Bulgaria | 2020 |
| Supercopa de Bulgaria    | P. F. C. Lokomotiv Plovdiv | Bulgaria | 2020 |